# Guancha blanca
Guancha blanca är en svampdjursart som beskrevs av Miklucho-Maclay 1868. Guancha blanca ingår i släktet Guancha och familjen Clathrinidae. Arten är reproducerande i Sverige. Utöver nominatformen finns också underarten G. b. pulcherrima.